# Arrondissement Tarbes
Tarbes is een arrondissement van het Franse departement Hautes-Pyrénées in de regio Occitanie. De onderprefectuur is Tarbes.

## Kantons
Het arrondissement was tot 2014 samengesteld uit de volgende kantons:
- Kanton Aureilhan
- Kanton Bordères-sur-l'Échez
- Kanton Castelnau-Magnoac
- Kanton Castelnau-Rivière-Basse
- Kanton Galan
- Kanton Laloubère
- Kanton Maubourguet
- Kanton Ossun
- Kanton Pouyastruc
- Kanton Rabastens-de-Bigorre
- Kanton Séméac
- Kanton Tarbes-1
- Kanton Tarbes-2
- Kanton Tarbes-3
- Kanton Tarbes-4
- Kanton Tarbes-5
- Kanton Tournay
- Kanton Trie-sur-Baïse
- Kanton Vic-en-Bigorre.

Na de herindeling van de kantons bij decreet van 25 februari 2014, met uitwerking op 22 maart 2015, omvat het arrondissement de kantons :
- Kanton Aureilhan
- Kanton Bordères-sur-l'Échez
- Kanton Les Coteaux
- Kanton Moyen Adour
- Kanton Ossun
- Kanton Tarbes-1
- Kanton Tarbes-2
- Kanton Tarbes-3
- Kanton Val d'Adour-Rustan-Madiranais
- Kanton La Vallée de l'Arros et des Baïses (deel 27/70)
- Kanton Vic-en-Bigorre.